# 対合環
数学、特に抽象代数学における対合環（ついごうかん、英: involutive ring, involutory ring）、∗-環（スターかん、英: ∗-ring）あるいは対合付き環（ついごうつきかん、英: ring with involution）は、環構造と両立する対合（共軛演算、随伴）を備える代数系である。可換 ∗-環 R 上の結合多元環 A がそれ自身 ∗-環でもあるとき、二つの ∗-環の ∗-構造が両立するならば、A を ∗-環 R 上の 対合多元環（ついごうたげんかん、英: involutive algebra; 対合代数）、∗-多元環（スターたげんかん、英: ∗-algebra; ∗-代数）あるいは対合付き多元環（ついごうつきたげんかん、英: algebra with involution; 対合つき代数）という。
対合環における対合（∗-演算）は複素数体における複素共軛を一般化するものであり、また対合多元環における対合は複素行列環における共軛転置あるいはヒルベルト空間上の線型作用素のエルミート共軛を一般化するものである。

## 定義

### 対合環
単位的環 R とその上の逆転自己同型的対合 I: R → R の組 (R, I) が対合環あるいは対合付きの環であるとは、対合 I が R の乗法半群構造と両立する（乗法半群が対合半群を成す）ときに言う。
より具体的に書けば、写像 I は以下を満たす: x, y ∈ R は任意として
1. 加法律: (x + y)I = xI + yI,
2. 反乗法律: (xy)I = yI xI,
3. 単位律: 1I = 1,
4. 対合律: (xI)I = x.

条件 3. は実は過剰である。実際、条件 2., 4. によれば 1I もまた乗法単位元でなければならないが、乗法単位元の一意性により 3. を得る。
対合 I に対して元 xI を元 x の（I に関する）共軛元あるいは随伴元と呼び、特に xI = x を満たす元 x は（I に関して）自己共軛 (self-conjugate) あるいは自己随伴 (self-adjoint) であると言う。
- 対合環の原型的な例は、複素数体や代数体上で複素共軛をとる操作を対合と見たものである。
- 任意の対合環 (R, I) 上で（対合 I に関する）半双線型形式が定義できる。
- イデアルや部分環などの代数的対象で、対合 ∗ に関して不変であるようなものを考えることにより、∗-イデアルや ∗-部分環などの概念を考えることができる。

### 対合多元環
可換対合環 (R, I) 上の多元環 A とその上に定義される対合 J の組 (A, J) が対合多元環であるとは、(A, J) はそれ自身対合環であって、なおかつ R の元によるスカラー倍に関して、二つの対合 I, J が
(rx)J = rI xJ (∀r ∈ R, x ∈ A)
を満たすという意味で両立するときにいう。
定義により、対合多元環 A 上の対合 J は、λ, μ ∈ R, x, y ∈ A に対して
(λx + μy)J = λI xJ + μI yJ
を満たす。即ち J は A 上の共軛線型写像である。

### 注意
文脈上紛れの虞が無いならば、対合環 (R, I) やその上の対合多元環 (A, J; R, I) における対合を単に ∗ で表す（I, J を記号の上では区別しない）。また単に台集合のみを以って、∗-環 R, ∗-多元環 A などと呼ぶ場合は、暗黙的にこのような状況のもとであることがしばしばである。
∗-環の類似概念として、単位的環を非単位的環 (rng) や（マイナスを持たない）半環 (rig) などに変えて ∗-rng, ∗-rig なども考えられる。同様に、しばしば ∗-多元環は結合多元環とは限らない分配多元環であるようなものも考える（係数環は単位的 ∗-環だがその上の ∗-多元環では単位元を仮定しない、というようなこともある）。

## 例
- 自明な ∗-環: 任意の可換環は、恒等写像を自明な対合と見て、∗-環にすることができる。
- ∗-環および実 ∗-多元環の最もよく知られた例として、複素数体 C 上で複素共軛を対合と見たものが挙げられる。
- より一般に、適当な元の平方根（たとえば、虚数単位 √−1）を添加して得られる拡大体はもとの体（これを自明な ∗-環と見て）の上の ∗-多元環である。添加した平方根の符号反転が主対合を与える。
- 適当な D に対する二次の整数環（英語版） も一つ前の例と同じ方法で対合を定めて可換 ∗-環になる。特に、二次体は適当な二次整数環上の ∗-多元環になる。
- 四元数体、分解型複素数環、二重数環などを含む様々な超複素数系は、自身のもつ共軛をとる主対合のもとで ∗-環であり、また実数体を自明な ∗-環と見て ∗-多元環である。しかし、ここで上げた三つは何れも複素多元環でないことに注意。
- フルヴィッツの四元整数環（英語版）は、四元数の共軛に関して、非可換 ∗-環を成す。
- 実数体 R 上の n-次全行列環は、行列の転置に関して、実 ∗-多元環を成す。
- 複素数体 C 上の n-次全行列環は、行列の随伴に関して、複素 ∗-多元環を成す。
  - 一般化して、ヒルベルト空間上の有界線型作用素全体の成す多元環は、エルミート共軛にもとで、複素 ∗-多元環を成す。
- 多項式環 R[x] は、P *(x) = P (−x) と置くことにより、係数環 R を自明な可換 ∗-環として、∗-多元環を成す。
- ∗-環 (A, +, ×, ∗) が同時に可換環 R 上の多元環であり、かつ (r x)∗ = r (x∗) (∀r ∈ R, x ∈ A) を満たすならば、A は自明な ∗-環 R 上の ∗-多元環である。
  - 特に、有理整数環 Z を自明な ∗-環と考えるとき、任意の対合環はこの意味で Z 上の対合多元環と見ることができる。[3]
- 任意の可換 ∗-環は、自分自身の上の ∗-多元環である（より一般に、自身の任意の∗-部分環上の ∗-多元環になる）。
- 任意の可換 ∗-環 R の、任意の ∗-イデアルによる商はふたたび R 上の ∗-多元環になる。
  - 例えば、任意の自明な可換 ∗-環は、その二重数環（これは非自明な ∗-環！）の上の ∗-多元環になる。[注 3]
  - 同じことは可換環 K とその上の多項式環 K[x] についても言える（K[x]/(X) = K）。
- ヘッケ環において、主対合はカジュダン–ルスティック多項式のために重要である。
- 楕円曲線の自己準同型環は双対同種（英語版）をとる操作によって与えられる対合のもと、整数環上の ∗-多元環になる。同様の構成は、アーベル多様体とその偏極化 (polarization) によっても行うことができる。この場合、得られる対合はロサッチ対合（英語版）と呼ばれる（ミルン（英語版）の講義ノートを参照）。
- 対合ホップ代数も重要な ∗-多元環である（追加の構造として、余乗法との両立も考える）。
  - よく知られた例として、群ホップ代数は、群環としての構造に加えて群の反転演算 g ↦ g−1 から誘導される対合を持つ。

## ∗-準同型
∗-環や∗-多元環の間の準同型としては対合 ∗ と可換であるようなものを考えるのが普通である。すなわち、∗-環 R, S の間の環準同型 f: R → S (resp. ∗-多元環 A, B の間の多元環準同型 f: A → B) が ∗-準同型 (∗-homomorphism) であるとは、
f(x∗) = f(x)∗
を任意の x ∈ R (resp. x ∈ A) に対して満たすときに言う。

## 付加構造
行列の転置や随伴に関する多くの性質が一般の ∗-多元環においても満足される:
- エルミート元の全体はジョルダン代数（英語版）を成す。
- 歪エルミート元の全体はリー代数を成す。
- 係数として考えている ∗-環において 2 が可逆であるとき、対称化作用素 1/2(1 + ∗) および反対称化作用素 1/2(1 − ∗) は互いに直交する冪等作用素である[2]から、問題の ∗-多元環は対称元（エルミート元）全体の成す加群と反対称元（歪エルミート元）全体の成す加群との直和に分解される。（上記の冪等作用素は線型作用素であって問題の多元環の元として実現されるものではないから）これらの加群は一般には結合多元環とはならない。

### 歪構造
∗-環において、写像 −∗: x ↦ −x∗ を考える。標数 2 の場合には、これはもとの ∗ と恒等的に同じものになるが、それ以外の場合には ∗-構造を定めない。実際、1 ↦ −1 であり、反乗法的でもないが、それ以外の公理（加法性、対合性）は満足するから、x ↦ x∗ の定める ∗-多元環と極めてよく似た性質を持つ。
この写像で不変な元 a = −a∗ は歪エルミートであると言う。
複素数の全体に複素共軛を考えた ∗-環において、実数の全体はエルミート元の全体と一致し、純虚数の全体は歪エルミート元の全体に一致する。

## 注記
1. ↑  記法について: 対合 ∗ は後置により表される単項演算で、そのグリフはミーンライン付近やや上方に中心がくるように右肩にのせて
x ↦ x*,
x ↦ x∗ (TeX: x^*),
のように書くが、"x∗" のように中心がミーンライン上にくるようにはしない（スター記号 * (&ast;) とスター演算記号 ∗ (&lowast;) との混同に注意: アスタリスクの項も参照）。
2. ↑  即ち（通常の多元環がそうであるように）、R を A の中心に埋め込んで考えるとき、R の元によるスカラー倍は A における乗法として実現できる（例えば行列のスカラー倍はスカラー行列を掛けることと同値）が、R の元が A において中心的（すなわち r ∈ R, x ∈ A ならば rx = xr）であることに注意すれば、r ∈ R, x ∈ A について
(rx)J = xJ rJ = rJ xJ
となるから、共軛元によるスカラー倍についても A の内部演算として矛盾なく実現される。
3. ↑  X を環 R 上の不定元とすると、二重数環は R[ε] = R[X]/(X2) と書けて、その無限小 ε = X mod (X2) の生成する単項イデアル (ε) を取れば、R[ε]/(ε) = R になるのであった。